# Axinte Uricariul
Axinte Uricariul (n. c. 1670 la Scânteia, Iași - d. c. 1733) a fost un copist moldovean de acte (urice), de origine răzeșească. A redactat o cronică oficială despre a doua domnie a lui Nicolae Mavrocordat în Moldova („De a doua domnia lui Nicolae Alexandru-vodă”, 1711 - 1716). A fost un poliglot, cunoscând slavona, latina, greaca și puțin limba turcă. El a fost diac în cancelaria domnească în perioada 1702-1723, și a îndeplinit însărcinarile unui hotarnic de moșii.

## Operă
De a doua domnie a lui Nicolae Alexandru Mavrocordat
Letopisețe
Cronicele României
Studiu și text, București, 1944